# 国安寺塔
国安寺塔位于浙江省温州市龙湾区瑶溪镇皇岙。建于北宋元祐五年至八年（1090－1093年）间。塔为楼阁式实心石塔，高九层，平面六边形，现残高约17米。1989年12月12日列入浙江省文物保护单位，2013年5月列入第七批全国重点文物保护单位。